# Jaremi Carey
Jaremi Lee Carey (nacido el 10 de octubre de 1985) es un actor,  streamer, cantante, artista de cosplay, y ex-artista drag estadounidense que actuó bajo el nombre de Phi Phi O'Hara. Mientras estaba bajo el personaje de O'Hara, Carey atrajo atención internacional como finalista de la cuarta temporada de RuPaul's Drag Race y en el séptimo lugar en la segunda temporada de RuPaul's Drag Race: All Stars.

## Primeros años
Carey nació el 10 de octubre de 1985 en San Antonio, Texas y es de ascendencia filipina y portuguesa.
Carey estudió diseño gráfico y de páginas web.[cita requerida] y es óptico titulado.

## Carrera
Carey, como Phi Phi O'Hara, fue anunciada como una de las trece concursantes de la cuarta temporada de RuPaul's Drag Race el 13 de noviembre de 2011 y logró posicionarse en segundo puesto. En 2012, Carey fue invitada de nuevo como concursante en All Stars 1, pero decidió no participar en el concurso por motivos personales. Volvió para All Stars 2 en 2016 e inicialmente quedó entre los cinco primeros, pero tras el regreso de dos concursantes previamente eliminadas, Alyssa Edwards y Tatianna en el quinto episodio, quedó en séptimo lugar en general tras ser eliminado por ellas.
Ha aparecido en los vídeos musicales de "Stranger" de Chris Malinchak, "Battle Axe" de Sharon Needles, "Ratchet Christmas" de Jiggly Caliente y "I Call Shade" de la ganadora de RuPaul's Drag Race: All Stars (temporada 4) Trinity The Tuck.
Carey fue noticia en toda la web con un proyecto llamado "365 Days of Drag". Su objetivo original era publicar una foto en drag cada día de 2016 (excepto el 29 de febrero, ya que era un año bisiesto). Carey completó con éxito los 365 looks, publicando el último el 1 de enero de 2017. El conjunto final era un vestido hecho con cientos de fotografías impresas que incluían todos los looks de la serie.
En 2017, Carey organizó un espectáculo drag benéfico para recaudar fondos para las víctimas del huracán María en Puerto Rico, en el que participaron otros exalumnos de Drag Race. El evento tuvo lugar el 6 de noviembre de 2017 en Minneapolis y recaudó más de $80.000 dólares
En octubre de 2019, Carey completó con éxito otra serie fotográfica llamada "31 Days of Wizardry". Donde cada día se tenía que transformar en un personaje diferente del universo de Harry Potter.
Desde diciembre de 2020, Carey es actualmente copresidenta de la organización nacional Drag Out the Vote, que trabaja con artistas drag para promover el voto entre la comunidad LGBT.

### Música
Carey lleva publicando música como Phi Phi O'Hara desde 2014, pero empezó a actuar también con su nombre real en 2015. Su álbum de debut Fever Heart se publicó el 14 de octubre de 2016. Aparece en los tres primeros volúmenes de los álbumes Christmas Queens que también incluyen "O Come, All Ye Faithful" (2017), "Fireside" (2016) y "Naughty or Nice" (2015). En 2018, Carey grabó un dueto con Jiggly Caliente para su álbum T.H.O.T. Process llamado "Beat of My City".

### Streamer
En 2020, Jaremi se unió a la comunidad de Twitch como Gameplayer LGBT+. Allí juega a juegos como Dead By Daylight, Animal Crossing, Pokémon, Sims, Overwatch o Just Chats con sus fans. Su anterior nombre de usuario era ThePocketGay, pero en agosto de 2020 cambió su nombre de usuario en Twitter y Twitch a JustJaremi y tuiteó que "Ya no hay Phi Phi <3".

## Vida personal
En 2017, Carey se casó con su novio Mikhael Ortega.

## Filmografía

### Cine
| Año  | Título     | Papel    | Notas      |
| ---- | ---------- | -------- | ---------- |
| 2019 | The Queens | El mismo | Documental |

### Television
| Año        | Título                                  | Papel           | Notas                       |
| ---------- | --------------------------------------- | --------------- | --------------------------- |
| 2012       | RuPaul's Drag Race                      | Concursante     | Subcampeón (Temporada 4)    |
| 2012       | RuPaul's Drag Race: Untucked            | Concursante     |                             |
| 2016       | Skin Wars                               | Invitado        | Temporada 3, Episodio 4     |
| 2016       | RuPaul's Drag Race: All Stars           | Concursante     | Séptimo lugar (Temporada 2) |
| 2018       | Celebrity Big Brother's Bit on the Side | Invitado        |                             |
| 2019       | Dragula                                 | Jurado invitado | Temporada 3, Episodio 1     |
| 2015, 2019 | Watch What Happens Live with Andy Cohen | Invitado        |                             |

### Teatro
| Año  | Título                | Papel        | Teatro            |
| ---- | --------------------- | ------------ | ----------------- |
| 2016 | The Rocky Horror Show | Columbia     | Josephine Theatre |
| 2019 | Femlins               | Greta Stripe | Castro Theatre    |

### Web series
| Year | Title                                                   | Ref.   |
| ---- | ------------------------------------------------------- | ------ |
| 2013 | Transformations                                         |        |
| 2014 | Couple$ for Ca$h                                        | [ 22 ] |
| 2015 | The After Show (juntó con Alaska)                       |        |
| 2016 | Hey Qween                                               | [ 23 ] |
| 2019 | Bootleg Fashion Photo Ruview (juntó con Yuhua Hamasaki) | [ 24 ] |
| 2020 | A Sip with Vodka                                        |        |

### Videos musicales
| Año  | Título                  | Artista          | Ref.   |
| ---- | ----------------------- | ---------------- | ------ |
| 2012 | "Glamazon"              | RuPaul           |        |
| 2013 | "Knew You Seemed Shady" | Pandora Boxx     |        |
| 2014 | "Stranger"              | Chris Malinchak  |        |
| 2014 | "Bitchy"                | Jaremi Carey     | [ 25 ] |
| 2015 | "Ratchet Christmas"     | Jiggly Caliente  |        |
| 2016 | "Play"                  | Jaremi Carey     | [ 26 ] |
| 2016 | "All Mine"              | Jaremi Carey     | [ 27 ] |
| 2017 | "Battle Axe"            | Sharon Needles   |        |
| 2019 | "I Call Shade"          | Trinity The Tuck | [ 28 ] |

## Discografía

### Álbumes
| Year | Title       |
| ---- | ----------- |
| 2016 | Fever Heart |

### Sencillos

#### Como artista principal
| Año  | Título           |
| ---- | ---------------- |
| 2014 | "Bitchy"         |
| 2015 | "Queen of Clubs" |
| 2015 | "Take Control"   |
| 2016 | "Play"           |
| 2016 | "All Mine"       |

#### Como artista invitado
| Año  | Título                                                    | Álbum              |
| ---- | --------------------------------------------------------- | ------------------ |
| 2015 | "GAG" (Jonathan Hernandez feat. Jaremi Carey & Cory Wade) | sencillo sin álbum |
| 2018 | "Beat of My City" (Jiggly Caliente feat. Jaremi Carey)    | T.H.O.T. Process   |